# Підбілик альпійський
Підбілик альпійський (Homogyne alpina) — вид рослин із родини айстрових (Asteraceae).

## Біоморфологічна характеристика
Це багаторічна трав'яна рослина 10–40 см заввишки. Стебло прямостояче, нерозгалужене, опушене, закінчується однією квіткою. Прикореневі листки в розетці зимують, на довгих черешках, округло-ниркоподібні, на краю виїмчасто-зубчасті, не більше 4 см у діаметрі, зверху голі й блискучі, знизу опушені. Стеблові листки нечисленні; нижні листки охоплюють стебло, широко-яйцеподібні, верхні — вузько-ланцетні. Квітконосне стебло просте, шерстисто опушене. Кошики поодинокі, з 1-рядною циліндричною обгорткою, ≈ 1.5 см у діаметрі. Крайові квітки маточкові, трубчасті, плодючі, червоні; серединні — двостатеві, трубчасті, плодючі, лілуваті. Плоди 4–6 мм завдовжки з білим папусом 7–10 мм завдовжки. 2n=120, 140, 160. Період цвітіння: травень — липень.

## Середовище проживання
Вид росте в Європі — Франція, Андорра, Іспанія, Німеччина, Швейцарія, Австрія, Ліхтенштейн, Італія, Польща, Чехія, Словаччина, Словенія, Хорватія, Боснія і Герцеговина, Сербія та Косово, Чорногорія, Македонія, Албанія, Румунія, Болгарія, Україна.
В Україні вид росте на субальпійських луках, гірських схилах, у гірських лісах на берегах струмків — у Карпатах, часто.